# پوهنته
پُوهَنْتَه (به فنلاندی: Pyhäntä) یک منطقهٔ مسکونی در فنلاند است که در اوستروبوتنیای شمالی واقع شده‌است.

## خواهرخوانده
شهر دهستان تاپا خواهرخواندهٔ پوهنته هست.